# 2019-es madridi önkormányzati választás
A 2019-es madridi önkormányzati választásokat 2019. május 26-án tartották meg Madridban. A választáson megválasztották Madrid polgármesterét és Madrid Önkormányzatának képviselőtestületének tagjait. A választáson a 2015 óta hivatalben levő Manuela Carmena vezette Több Madridot mozgalom nyerte meg, de az addigi koalíciós partner szocialisták ragaszkodva a saját jelöltjükhöz, Pepu Hernándezhez, nem szavazták meg Manuela Carmenát polgármesternek, így nem lett meg a többsége a madridi képviselő-testületben. A választást végül a néppárti José Luis Martínez-Almeida nyerte meg a Ciudadanos és a VOX szavazatával.

## Választási rendszer
A választáson a polgármestert közvetlenül választják meg, általános választójog keretén belül. Választható illetve választhat az a spanyol állampolgár illetve tartózkodási engedéllyel rendelkező európai állampolgár, aki betöltötte a 18. életévét és nincs eltiltva a közügyektől.
A képviselőtestület tagjait arányos képviseleti rendszer értelmében, zárt pártlistás szavazáson választják meg, a mandátumokat D’Hondt-módszer szerint osztják ki és ennek alapján osztják ki az 5%-os bejutási küszöböt átlépő pártoknak a töredékszavazatokat.

## Pártok és jelöltek
| Párt neve | Párt neve                             | Jelöltek | Jelöltek                   | Ideológia                                                | Forrás      |
| --------- | ------------------------------------- | -------- | -------------------------- | -------------------------------------------------------- | ----------- |
|           | Néppárt (PP)                          |          | José Luis Martínez-Almeida | Konzervativizmus Kereszténydemokrácia                    | [ 1 ]       |
|           | Több Madridot (Más Madrid)            |          | Manuela Carmena            | Részvételi demokrácia Gyűjtőpárt                         | [ 2 ] [ 3 ] |
|           | Spanyol Szocialista Munkáspárt (PSOE) |          | Pepu Hernández             | Szociáldemokrácia                                        | [ 4 ]       |
|           | Polgárok – A Polgárság Pártja (Cs)    |          | Begoña Villacís            | Liberalizmus                                             | [ 5 ]       |
|           | Antikapitalisták (IU–MpM)             |          | Carlos Sánchez Mato        | Kapitalizmusellenesség Kommunizmus                       | [ 6 ] [ 7 ] |
|           | Vox (Vox)                             |          | Javier Ortega Smith        | Jobboldali populizmus Ultranacionalizmus Neoliberalizmus | [ 8 ]       |

### José Luis Martínez-Almeida
Martínez-Almeida ügyész és politikus. A Néppárt madridi képviselője 2015 óta. Kampány alatt ígéretet tett arra, hogy a Madrid Central kampány megszünteti és a belvárosba ismét behajthatnak a járművek. A kampányban számos olyan plakátot tettek ki, amiben kiemelték azon PSOE politikusat és magát Manuela Carmena polgármestert, akik utálják Martínez-Almeidát. Választási kampányában 15 ezer új parkolóhely létesítéséről beszélt illetve hogy a rendőrségen belül létrehoznak egy egységet, amely az önkényes lakásfoglalások megszüntetését tűzi ki célul. Fontosnak tartotta az ingatlanadó csökkentését.

### Manuela Carmena
Carmena Madrid 2015-2019 közötti hivatalban levő polgármestere volt. A nyugdíjas jogásznő, bírónő 2015-ben lett a Több Madrid nevű markánsan baloldali, zöld, szociáldemokrata pártszövetség jelöltjeként polgármester. Városvezetése alatt 38%-kal csökkent Madrid adóssága, 25%-kal növelte az önkormányzat a szociális kiadásokat valamint gyakran tartott a hivatal nyílt vitákat az állampolgárokat érinti kérdések megvitatására. Kampányában egy olyan Madridot szerette volna Manuela, amely fenntartható, szociálisabb, egyenlőbb. Külön kiemelte a diszkrimináció, rasszizmus, homofóbia elleni fellépést. A város a fenntartható energiaforrások felhasználást részesítené előnyben. Közlekedéspolitikában a  

### Begoña Villacís
Villacís kampányában a tömegközlekedés fejlesztését és a parkolóhálózat kibővítésére emelt a hangsúlyt, a kampányt terhesen vitte végig. Kampányában a munkanélküliség csökkentését, közbiztonság javítását illetve az önkormányzat digitalizációját emelte ki.

### Pepu Hernández
Hernández a szocialisták jelöltjeként, egy olyan Madridot ígért kampányában, amely többet fordít az egészségügyi ellátásra, az oktatásra illetve amely felveszi a harcot a szegénységgel szemben.

### Carlos Sánchez Mato
A politikus programjában a lakhatásiválság helyzetéről beszélt illetve hogy győzelmük esetén megkönnyítenék a fiatalok lakáshoz jutását.

### Javier Ortega Smith
Ortega Smith programjában a munkahelyteremtés fontosságát emelte ki, amire vészhelyzeti tervet akartak kidolgozni. Emellett több térfigyelő kamerát telepítettnének városszerte.

## Eredmények
|                                   |                                                                      |                  |              |            |            |            |
| Pártok és koalíciók               | Pártok és koalíciók                                                  | Szavazatok       | Szavazatok   | Szavazatok | Mandátumok | Mandátumok |
| Pártok és koalíciók               | Pártok és koalíciók                                                  | Szavazatok száma | Szavazatok % | ±pp        | Összesen   | +/−        |
|                                   | Több Madridot (Más Madrid)1                                          | 503,990          | 30.94        | –0.90      | 19         | –1         |
|                                   | Néppárt (PP)                                                         | 394,708          | 24.23        | –10.34     | 15         | –6         |
|                                   | Polgárok – A Polgárság Pártja (Cs)                                   | 311,617          | 19.13        | +7.70      | 11         | +4         |
|                                   | Spanyol Szocialista Munkáspárt (PSOE)                                | 223,582          | 13.72        | –1.55      | 8          | –1         |
|                                   | Vox (Vox)                                                            | 124,252          | 7.63         | +7.03      | 4          | +4         |
|                                   |                                                                      |                  |              |            |            |            |
|                                   | Egyesült Baloldal – Madrid (IU–MpM)2                                 | 42,855           | 2.63         | +0.94      | 0          | ±0         |
|                                   | Állatok Pártja az Állatkínzások Ellen (PACMA)                        | 8,220            | 0.50         | –0.09      | 0          | ±0         |
|                                   | Egy Jobb Világért (PUM+J)                                            | 1,958            | 0.12         | New        | 0          | ±0         |
|                                   | Unió, Haladás és Demokrácia (UPyD)                                   | 1,882            | 0.12         | –1.71      | 0          | ±0         |
|                                   | Spanyol Falange Pártja (FE–JONS)                                     | 1,322            | 0.08         | –0.05      | 0          | ±0         |
|                                   | Többet Veled (CNTG+)                                                 | 1,195            | 0.07         | New        | 0          | ±0         |
|                                   | Kasztíliai Párt–Közemberek Világa: Megegyezés (PCAS–TC–PPCCAL–Pacto) | 1,112            | 0.07         | +0.04      | 0          | ±0         |
|                                   | Humanista Párt (PH)                                                  | 929              | 0.06         | ±0.00      | 0          | ±0         |
|                                   | Munkások Spanyolországi Kommunista Pártja (PCTE)                     | 791              | 0.05         | Új         | 0          | ±0         |
|                                   | Libertariánus Párt (P–LIB)                                           | 746              | 0.05         | +0.01      | 0          | ±0         |
|                                   | Spanyolország Népi Kommunista Pártja (PCPE)                          | 732              | 0.04         | –0.04      | 0          | ±0         |
|                                   | Intelligens Madrid (MI)                                              | 620              | 0.04         | New        | 0          | ±0         |
|                                   | Spanyol Katolikus Mozgalom (MCE)                                     | 544              | 0.03         | New        | 0          | ±0         |
|                                   | Közösségi Integrációs Párt (PYC)                                     | 540              | 0.03         | New        | 0          | ±0         |
|                                   | Unió Leganésért (ULEG)                                               | 452              | 0.03         | +0.01      | 0          | ±0         |
| Blank ballots                     | Blank ballots                                                        | 7,052            | 0.43         | –0.54      |            |            |
|                                   |                                                                      |                  |              |            |            |            |
| Összes szavazat                   | Összes szavazat                                                      | 1,629,104        |              |            | 57         | ±0         |
|                                   |                                                                      |                  |              |            |            |            |
| Érvényes szavazatok               | Érvényes szavazatok                                                  | 1,629,104        | 99.64        | +0.37      |            |            |
| Érvénytelen szavazatok            | Érvénytelen szavazatok                                               | 5,826            | 0.36         | –0.37      |            |            |
| Szavazók száma / Részvételi arány | Szavazók száma / Részvételi arány                                    | 1,634,930        | 68.23        | –0.67      |            |            |
| Távolmaradók                      | Távolmaradók                                                         | 761,345          | 31.77        | +0.67      |            |            |
| Választásra jogosultak            | Választásra jogosultak                                               | 2,396,275        |              |            |            |            |
|                                   |                                                                      |                  |              |            |            |            |
| Források                          |                                                                      |                  |              |            |            |            |
|                                   |                                                                      |                  |              |            |            |            |